# Hercegovac
Hercegovac falu és község Horvátországban Belovár-Bilogora megyében.

## Fekvése
Belovártól légvonalban 30, közúton 38 km-re délkeletre, Daruvártól légvonalban 18, közúton 25 km-re északnyugatra, Monoszló keleti részén, a Tomašica és Mala Tomašica patakok összefolyásánál, a 45-ös számú főút mentén fekszik.

## A község települései
A községhez Hercegovacon kívül még Ilovski Klokočevac, Ladislav, Palešnik és Velika Trnava települések tartoznak.

## Története
A régészeti leletek tanúsága szerint Hercegovac területe már az ókorban is lakott volt. A településtől keletre fekvő Mali Sip nevű határrészen a Verőce-Kutenya gázvezeték lefektetését megelőző ásatások során 1986-ban bronzkori, illetve a La Tène-kultúrához tartozó vaskori cseréptöredékeket találtak. Az innen 200 méterre északnyugatra található Veliki Sip nevű lelőhelyen egy észak-déli fekvésű, 400 méter hosszú és 150 méter széles hegygerincen római kori villagazdaság maradványait találták. 2010-ben a Trupinski gaj nevű erdőben a belovári múzeum régészei történelem előtti halomsírokat tártak fel.
A mai Hercegovac területén a középkorban a Crna Reka nevű település állt, melyet 1265-ben említenek először. Szent István király tiszteletére szentelt templomát, melyet Crna Reka és Zdenac között említenek 1306-ban találjuk először írásos forrásban. Az egyik első templom a Zágrábi egyházmegye területén, melyet minden kétséget kizáróan Szent István király tiszteletére szenteltek. Plébániáját megemlítik 1334-ben a zágrábi püspökséghez tartozó plébániák között is „Item ecclesia sancti regis Stephani in Cherna reka” alakban. Ugyanez a plébánia szerepel 1501-ben „Ecclesia sancti regis” néven. A sorozatos török támadások hatására e vidék lakossága a 16. század közepén elmenekült, mások török rabságba estek. Ezt követően területe több mint száz évre csaknem teljesen lakatlanná vált.
A török kiűzése után rengeteg szántóföld hevert parlagon, műveletlenül. Ezért a bécsi udvar elhatározta, hogy a földeket a betelepítendő határőrcsaládok között osztja fel. Az első betelepülő családok 1698-ban érkeztek Lika, Bosznia, a horvát Tengermellék, Imotski és kisebb számban az Isztria területéről. Újjászervezték a közigazgatást is. Létrehozták a katonai határőrvidéket, mely nem tartozott a horvát bánok fennhatósága alá, hanem osztrák és magyar generálisok irányításával közvetlenül a bécsi udvar alá tartozott. A Hercegovac név 1715-ben bukkant fel először. Az akkor itt élt tíz család a tomašicai plébániához tartozott. A plébániát 1789-ben Maximilijan Vrhovac zágrábi püspök alapította. A települést 1774-ben az első katonai felmérés térképén „Herczegovecz” néven találjuk. A katonai közigazgatás idején a kőrösi ezredhez tartozott.
Lipszky János 1808-ban Budán kiadott repertóriumában „Herczegovecz” néven szerepel. Nagy Lajos 1829-ben kiadott művében „Herczegovecz” néven 162 házzal, 819 katolikus és 5 ortodox vallású lakossal találjuk.
A katonai közigazgatás megszüntetése (1871) után Magyar Királyságon belül Horvát-Szlavónország részeként, Belovár-Kőrös vármegye Garešnicai járásának része volt. 1857-ben 817, 1910-ben 1198 lakosa volt. A 19. század végén és a 20. század elején az olcsó földterületek miatt és a jobb megélhetés reményében főként cseh lakosság telepedett le itt, de élt itt néhány magyar család is. 1910-ben a népszámlálás adatai szerint lakosságának 55%-a cseh, 39%-a horvát anyanyelvű volt. Az I. világháború után 1918-ban az új szerb-horvát-szlovén állam, majd később (1929-ben) Jugoszlávia része lett. A 20. század első felében Hercegovac gazdasága a malomiparon, a téglagyártáson, a tejtermelésen és a fémfeldolgozó iparon alapult. 1927-ben megalapították a helyi termelő szövetkezetet. 1941 és 1945 között a németbarát Független Horvát Államhoz, háború után a település a szocialista Jugoszláviához tartozott. A háború után államosították a magánkézben levő vállalatokat, mely a gazdaság stagnálásához vezetett és csak 1957 után indult újra fejlődésnek. Különösen a mezőgazdaság, az élelmiszeripar, a fémfeldolgozó ipar, a kereskedelem és vendéglátás, valamint a faipar fejlődött. 1991-től a független Horvátország része. 1991-ben lakosságának 68%-a horvát, 23%-a cseh nemzetiségű volt. A közigazgatás átszervezése után 1993. április 28-án Hercegovac községközpont lett. A község területét Velika Trnoviticáról választották le. 2011-ben a településnek 1058, a községnek összesen 2383 lakosa volt.

## Lakossága
| Lakosság változása | Lakosság változása | Lakosság változása | Lakosság változása | Lakosság változása | Lakosság változása | Lakosság változása | Lakosság változása | Lakosság változása | Lakosság változása | Lakosság változása | Lakosság változása | Lakosság változása | Lakosság változása | Lakosság változása | Lakosság változása |
| ------------------ | ------------------ | ------------------ | ------------------ | ------------------ | ------------------ | ------------------ | ------------------ | ------------------ | ------------------ | ------------------ | ------------------ | ------------------ | ------------------ | ------------------ | ------------------ |
| 1857               | 1869               | 1880               | 1890               | 1900               | 1910               | 1921               | 1931               | 1948               | 1953               | 1961               | 1971               | 1981               | 1991               | 2001               | 2011               |
| 817                | 776                | 721                | 1.076              | 1.079              | 1.198              | 1.301              | 1.291              | 1.237              | 1.321              | 1.475              | 1.385              | 1.329              | 1.447              | 1.267              | 1.058              |

## Nevezetességei
A település központjában a Gerzencére vezető út mellett áll Szent István király tiszteletére szentelt plébániatemploma. A középkori építési előírásoknak megfelelően kelet-nyugati tájolású, egyhajós, klasszicista stílusú épület félköríves szentéllyel. A szentély keletre, a főhomlokzat nyugatra néz, felette a 25 méter magas harangtoronnyal. A szentély jobb oldalához csatlakozik a sekrestye. A középkori templom formája nem ismert, hiszen a török teljesen lerombolta, régészeti feltárása pedig még nem történt meg. A mai templomot 1838-ban építették. Később harangtornya egy villámcsapás következtében megrongálódott, melyet az akkor éppen Belováron tartózkodó császár adományából állítottak helyre. A templomot 1935-ben megújították. Mai formáját a II. világháborút követő felújítás során nyerte el, mivel 1945 május 3-án belseje egy aknatámadás következtében teljesen megsemmisült. Ennek következtében ma belső berendezése sokkal szerényebb, nem képvisel nagy értéket.

## Gazdaság
A 20. század első felében Hercegovac gazdasága a malomiparon, a téglagyártáson, a tejtermelésen és a fémfeldolgozó iparon alapult. 1927-ben megalapították a helyi termelő szövetkezetet. A háború után államosították a magánkézben levő vállalatokat, mely a gazdaság stagnálásához vezetett és csak 1957 után indult újra fejlődésnek. Különösen a mezőgazdaság, az élelmiszeripar, a fémfeldolgozó ipar, a kereskedelem és vendéglátás, valamint a faipar fejlődött. Jelentősebb vállalatok a "Franck" d.d. Zagreb - Tvornica Hercegovac- ma ASC, a "Gljive Evaj" Ilovski Klokočevac és a "Stočarstvo Raič" Gudovac. A fémipart a "ZM-Metal" d.o.o. és az Obrt "Budjina", a textilipart a "Veltex" Palešnik képviseli.

## Kultúra
- A „Hrvatska čitaonica” Hercegovac kulturális és művészeti egyesülete. Az egyesületet 1920-ban alapították Kulturális-művelődési egyesületként (Kulturno-prosvjetno društvo). 1921 óta viseli a mai nevét. Központja a helyi faluház, melyet 1935-ben építettek, majd 1953-ban bővítették. Az egyesületnek színjátszóköre, folklórcsoportja és tamburazenekara van.
- 1994 óta rendezi meg a Hrvatska čitaonica egyesület a horvát népszínházi napokat, amelyre az ország egész területéről érkeznek amatőr színjátszó csoportok, valamint a környező országok horvát nemzeti kisebbségei is képviseltetik magukat. A 2004-es jubileumi rendezvényen már 1200 hazai résztvevő és több mint 20 külföldi csoport vett részt Ausztriából, Bosznia-Hercegovinából, Magyarországról, Németországból, Romániából, Szerbiából és Montenegróból.
- Az egyesület további rendezvényei a „Zlatni slavuj” gyermekfesztivál és a Folklórest.
- A csehek 1880 után kezdtek letelepedni a község területén. 1920-ban megalapították a Česka beseda kulturális egyesületet, melynek első elnöke Bartolomej Baksa volt. 1929-ben felépítették a cseh házat, mely a Masarykov dom nevet kapta. A II. világháború után 1947-ben és 1948-ban sok cseh költözött vissza Csehszlovákiába, de az itt maradtak továbbra is őrizték nyelvüket és kultúrájukat. Az elemi iskola cseh tagozata egészen 1993-ig működött. Legjelentősebb kulturális rendezvényük a „Žetvene svečanosti - Obžinke”, melyet az aratás befejezése alkalmából rendeznek. A csehek egyesületének ma is aktív folklórcsoportja és zenekara van, melyet már több mint 40 esztendeje vezet sikeresen Ivan Sitta.

## Oktatás
A helyi oktatás másfél évszázados múltra tekint vissza. Az elemi iskola 1971-ben vette fel a község neves szülötte Slavko Kolar író nevét. A délszláv háború során az iskola udvarán három gránát robbant és az épülete is megrongálódott. Az épületet 2002-ben bővítették.

## Sport
- NK "Hajduk" Hercegovac labdarúgóklub. 1923-ban alapították, a megyei első osztályban szerepel.
- Az ŠŠD Dinamo labdarúgóklubot 1961-ben alapították.
- A „Braslav Rabar" sakk-klub 1992-ben alakult.
- A „Šaran” sporthorgász egyesület 2000-ben kezdte meg aktív működését.
- A Hercegovac lövészklubot 1993-ban alapították.
- A KK "TPK-Metal" Hercegovac tekeklubot 1973-ban alapították.

## Egyesületek
- Önkéntes tűzoltóegylet
- „Jelen” vadásztársaság